# Venezillo scaberrimus
Venezillo scaberrimus är en kräftdjursart som först beskrevs av Dollfus 1893.  Venezillo scaberrimus ingår i släktet Venezillo och familjen Armadillidae. Inga underarter finns listade i Catalogue of Life.